# 찰스 스콜세즈
찰스 스콜세즈(Charles Scorsese, 1913년 5월 8일 ~ 1993년 8월 23일)는 미국의 배우, 영화배우이다.

## 영화
- 카지노 (1995년)
- 순수의 시대 (1993년)
- 케이프 피어 (1991년)
- 좋은 친구들 (1990년) - 비니 역
- 컬러 오브 머니 (1986년)
- 특근 (1985년)
- 코미디의 왕 (1983년)
- 성난 황소 (1980년)
- 이탈리아인 (1974년)